# Ясон и Медея (балет)
«Ясон и Медея» (фр. Jason et Médée) — балет в двух актах композитора Ж.-Ж.Родольфа, поставленный выдающимся хореографом и балетным новатором Ж.-Ж.Новерром. Впервые был продемонстрирован в Штутгарте в Королевском театре (нем. Hoftheater) 11 февраля 1763 года в день рождения герцога Карла II Вюртембергского.

## История создания
Герцог Карл-Евгений II Вюртембергский снискал славу покровителя деятелей театральных искусств, которым создал все условия для творческой работы, что привлекло в Штутгарт многих известных музыкантов и артистов. Там создалась атмосфера, способствующая развитию театра и театральных реформаторских достижений. Именно там нашли своё применение реформаторские пластические идеи Ж.Новерра.
До реформаторских хореографических идей Новерра балет существовал не как отдельный вид театрального искусства с собственным развитием действия и законченным сюжетом, а как отдельный танец в опере и драме, никак не связанный с основной линией интриги; обычно балетными выступлениями заканчивались оперные акты, часто они использовались как отбивка во время смены декораций. Балет служил красивым отвлекающим танцевальным дивертисментом, не неся никакой смысловой нагрузки. Постепенно значение балета росло, особенно пантомимы. Но лишь Новерр в своем многотомном труде «Записки о танце и балете» (фр. «Lettres sur la danse et les ballets»), изданном в 1760 году одновременно в Лионе и Штутгарте, обосновал возможности танцевального искусства, рассматривая балет как отдельный вид театрального жанра, со своим сюжетом и яркими драматическими характерами персонажей.
Балет «Ясон и Медея» стал воплощением основных эстетических замыслов постановщика.

## Сюжет
В качестве сюжета использовалась древнегреческая легенда о Ясоне и Медее и о поиске Золотого руна Ясоном и его сподвижниками-аргонавтами. В нелегкой борьбе за владение Золотым руном Ясону помогла колдунья Медея, с которой у него начались романтические отношения, закончившиеся законным браком, в результате которого у них родились двое детей. Однако через какое-то время Ясон нашёл другую невесту. В приступе гнева Медея уничтожила и свою соперницу, и все, что имело отношение к Ясону, в том числе и собственных детей.
По этому сюжету было создано немало драматических и музыкальных произведений.

## Постановки
В премьерном спектакле 1763 года среди основных исполнителей были заняты: Нэнси Левьер (Медея), Гаэтано Вестрис (Ясон), Анджиоло Вестрис (Креон), Шарль Ле Пик (Ээн), Мари-Мадлен Гимар (Креуза).
Балет Новерра ушёл от внешней красивости и перерос в полноценное драматическое действие, переданное языком пластики, танца и пантомимы. Именно пантомиме отводил Новерр особо важное место в постановке балетных спектаклей вообще и сам впервые ввел её в постановку «Ясона и Медеи». Он убрал обязательные прежде тяжелые парики и маски, под которыми актеры прятали лица. Актёры у Новерра использовали грим, но это были живые лица, отображавшие человеческие чувства. Существует предание, что когда впервые в танцевальных сценах появились фурии в ярком гриме, с выпученными глазами, зрители, ещё не привыкшие к таким явлениям в балете, бежали и даже падали в обморок. Тем не менее, успех спектакля был огромен.
Эта постановка сыграла решающую роль в развитии мирового балета, став предвестником всего современного классического балета. Шумный успех представления послужил началом триумфального восшествия на балетные сцены европейских театров хореографических реформ Новерра.
Постановку неоднократно переносили другие хореографы в другие театры других городов других стран.
- В 1767 году спектакль состоялся в Вене в постановке Г. Вестриса; в том же году — в Варшаве;
- в 1770 — Г. Вестрис, исполнитель главной партии, повторил постановку Новерра в Париже в Королевской академии музыки, но на музыку композитора Ла Борда, среди исполнителей: Медея — М. Аллар, Креуза — М.-М. Гимар[5];
- в 1775 – там же в Парижской академии музыки Г. Вестрис повторил постановку, но с музыкой Родольфа и Бертона (фр. Pierre Montan Berton)[5];
- в 1780 – повторение постановки;
- в 1804 — постановка в Парижской опере балетмейстеров Г. Вестриса и П. Гарделя;
- в 1781 и 1782 — в Лондоне в Театре Её Величества Новерр сам повторяет свой спектакль, но в последних спектаклях в Англии была использована музыка К.-В. Глюка, в ролях: Медея — Симоне, Креуза — Баччелли, Язон — Г. Вестрис[5];
- 7 мая 1791 года — постановка Новерра в музыкой Ж. Родольфа была перенесена в Россию Ш. Ле Пиком и показана в Большом Каменном театре в Петербурге, художник Пьетро Гонзаго; Медея — Гертруда Росси-Ле Пик, Язон — Шарль Ле Пик[5][6];
- В 1807 — в Петербурге балетмейстер Ш. Дидло возобновил постановку Новерра, дополнив её своими танцевальными решениями; исполнители: Медея — Е. И. Колосова, Язон — О. Пуаро, Креуза — М. Н.Иконина.
- В 1808 — постановка прошла в Москве в исполнении Московской императорской труппы; возобновление балетмейстера И. И. Вальберха; Медея — Е. И. Колосова, Язон — И. И. Вальберх;
- 28 ноября 1819 года — постановка Ле Пика (с использованием хореографии Новерра) и Ш. Дидло была перенесена А. П.Глушковским (и им же на премьере исполнена главная партия Ясона) в Москву, в Театр на Моховой (Москва)[7], исполнители: Медея — Т. И. Глушковская, Язон — Ж. Ришар, Креуза — А. И. Воронина-Иванова, Креон — Бернаделли, Зависть — И. К. Лобанов, Огонь — Ф. Урбани[5]
- 1831 — Большой Каменный театр, Петербург (по Новерру); Медея — Е. И. Колосова.

Постепенно, с изменением театральной эстетики, эта постановка исчезла с балетной сцены.

## Другие балеты
Наряду с постановкой Новерра по тому же сюжету создавались и другие балеты. Их было немало. Среди них:
В 1800 году в Москве в Петровском театре Меддокса шёл балет «Медея», композитор Ашперни, балетмейстер Дж. Соломони (или, по другим источникам, Соломонини) (пропагандист идей Ж.Новерра), художник П.Ф.Гонзаго; Медея — Соломони.
Композитор С. Барбер в 1947 году по тому же сюжету сочинил одноактный балет «Пещера сердца» («The cave of the heart») он ставился также под названием «Змеиное сердце» — «The serpent's heart»). Балет ставился 10.5.1946, труппа М. Грэхем, она же балетмейстер, Нью-Йорк, художник И. Ногучи (декорации) и Э. Гилфонд (костюмы); исполнители — Грэхем, Э. Хокинс, Юрико, М. О'Доннелл. В 1953 этот балет ставился Кёльне под названием «Медея», балетмейстер К. Бергест. В 1975 - в Сполето под названием «Медея», балетмейстер Дж. Батлер.
Известен одноактный балет Б. Бартока в аранжировке X. Сандберга, сценарист и балетмейстер Б. Кульберг. Балет широко ставился в 1950-х годах на сценах Европы и Америки.
С тем же названием «Медея» существует одноактный балет композитора Р. Габичвадзе (1978 год); был поставлен в Театре им. Палиашвили, балетмейстер Г. Д. Алексидзе.
В 1992 году балет по тому же сюжету был поставлен в «Рейнском балете» (fr:Ballet de l'Opéra national du Rhin) Иво Кремером.
В 2002 году в США в театре «Балет Сан-Франциско» балетмейстер Юрий Посохов поставил балет «Проклятые» по мотивам трагедии Еврипида «Медея» на музыку Мориса Равеля, Спектакль был перенесен постановщиком в Пермский академический театр оперы и балета имени Петра Ильича Чайковского и показан на фестивале